# استفان گریم
استفان گریم (انگلیسی: Stefan Grimme؛ زادهٔ ۴ سپتامبر ۱۹۶۳) دانشمند در زمینه شیمی‌فیزیک و شیمی محاسباتی اهل آلمان است.

## زندگی
وی دکترایش را در زمینه فتوشیمی در دانشگاه فنی براونشویگ در سال ۱۹۹۱ به اتمام رساند. او از سال ۲۰۱۱ استاد دانشگاه Universität بن است که در زمینه شیمی محاسباتی فعالیت می‌کند. وی در سال ۲۰۱۸ به عضویت آکادمی علوم لئوپولدینا انتخاب شد.